# Stopiče
Stopiče so naselje v Mestni občini Novo mesto. So gručast obcestni kraj, ki leži pod Gorjanci in jugovzhodno od Novega mesta, od katerega je oddaljen približno 7 kilometrov. Sredi kraja stoji OŠ Stopiče.
Izviri Težke vode v Stopičah oskrbujejo del Novega mesta. 
Iz krajevne skupnosti Stopiče prihaja kolesar Boštjan Murn. 